# ژلازنا، شهرستان اسکیرنیه‌ویتسه
ژلازنا (لهستانی: Żelazna؛ تلفظ لهستانی: [ʐɛˈlazna]) یک روستا در مرکز کشور لهستان است که در گمینا اسکیرنیه‌ویتسه و در شهرستان اسکیرنیه‌ویتسه از استان ووتسکی واقع شده‌است.